# Pinhel
Pinhel là một huyện thuộc tỉnh Guarda, Bồ Đào Nha. Huyện này có diện tích 485 km², dân số thời điểm năm 2001 là 10954 người.